# La Puissance du rationnel
La Puissance du rationnel est un livre du philosophe français Dominique Janicaud, édité en 1985, qui ambitionne d'exposer, dans un large panorama historique, la dynamique à l'œuvre, découlant de la combinaison de la science et de la technique, appelée aussi « techno-science ». Selon l'auteur lui-même, « le point de vue adopté n'est ni rationaliste, ni anti-rationaliste. Il est celui d'un observateur qui constate qu'une certaine rationalité (celle qui fait s'allier de plus en plus étroitement les sciences et les techniques) produit des effets de puissance sans précédent ». Ce livre traite principalement de la dynamique de l'accroissement de la puissance, en écho en grande partie, à l'interrogation suscitée par Martin Heidegger au sujet de la Technique.
« Nul ne peut contester qu'en un laps de temps relativement court (en comparaison de l'histoire et surtout de la préhistoire de l'humanité) les sciences et les techniques ont transformé notre planète au point d'ébranler des équilibres écologiques et ethnologiques immémoriaux, au point surtout de faire douter l'homme du sens de son existence et de ses travaux, jusqu'à faire vaciller sa propre identité ».

« Tout progrès scientifique résulte d'un processus cumulatif qui rend possible à son tour d'autres découvertes scientifiques, de nouvelles applications techniques. Le vecteur de ce gonflement global de puissance n'est plus un individu, fût-il génial, ni même un groupe : c'est en principe la communauté scientifique ; c'est, au niveau de la mise en œuvre effective et des bénéfices directs, un Etat, une société multinationale, une institution ad hoc du genre NASA ou CERN, etc. »

## La Puissance

### Puissance ou impuissance du rationnel
Dominique Janicaud fait d'abord le constat que dans tous les domaines, le rationalisme intégral est en échec (échec de la maîtrise de soi, échec de la rationalisation de la psychologie qui débouche sur des conditionnements massifs, échec des planifications politiques ou économiques etc). La puissance du rationnel se manifeste d'abord comme une impuissance à maîtriser les passions et les folies des hommes du XXe siècle. Pour autant l'auteur ne s'arrête pas à ce constat d'impuissance et interroge « dans quelles limites s'exerce la puissance du rationnel ? ».
Si la toute-puissance paraît bien être exclue, le champ d'application du rationnel ne cesse de se développer : patent au niveau de l'individu avec « les recours thérapeutiques (les plateaux techniques des hôpitaux)  et culturels (l'école publique, la formation professionnelle) d'une variété et d'une quantité jusqu'ici inégalées d'informations » ; patent au niveau de l'État (la prolifération des procédures de contrôle et d'incitation basées sur les sciences humaines et les techniques de communication), enfin évident dans la « techno-science » emportée par une formidable poussée des connaissances et une colossale concentration des moyens (on pourrait prendre l'exemple de la NASA, du CERN).
Malgré l'immense transformation « technico-scientifique », conduite au nom de la rationalité, « la raison ne règne, ni directement, ni intégralement sur le monde », alors même que le « Rationnel », en tant que tel, en « se substituant aux mythes, aux rites et aux cultures traditionnelles, devient le refuge, le signe ou le modèle de l'ordre universel et même du sens de la vie ».

### Approche du rationnel
Dominique Janicaud récuse les anciennes définitions (faculté de la raison, exercice cohérent de la rationalité etc.). Ne correspondant pas, en soi, avec un contenu déterminable, le rationnel se présente comme une forme qui concerne tous les objets ou entités que j'identifie a priori  comme « rationnels » ; identification qui a donc l'allure d'un jugement entaché de circularité. Il s'ensuit qu'il y a comme une quasi impossibilité à poser des limites au rationnel et à le distinguer de l'irrationnel. Outre cette difficulté, l'auteur souligne que  « une fois franchi un certain degré (à définir), la rationalité se renverse en irrationalité-son contraire ou plutôt : sa caricature ». À trop raisonner on peut tomber dans l'absurde notamment lorsque des procédures, qui sont positives à un échelon, sont intégrées sans précaution, dans un dispositif d'ensemble.
Dans l'impossibilité où se trouvent le savant et le philosophe à définir le « rationnel en soi », le questionnement sur la « puissance du rationnel » puisera son objet (le signe du rationnel), a posteriori, dans ses résultats, bons ou mauvais, tels qu'ils s'offrent dans le monde réel. 
Si le rationalisme classique valorisait la Raison, les yeux fermés , « sans considérer ses effets », il lui faut les ouvrir devant le déploiement aux résultats ambigus de « la puissance du rationnel ». « Une certaine rationalité (celle qui fait s'allier de plus en plus étroitement les sciences et les techniques) produit des effets de puissance sans précédent. ». Face à des effets négatifs incontestables, certains rationalistes académiques tel André Lalande, au dire de Dominique Janicaud, pouvaient encore prétendre que la puissance en ce qu'elle a de massif, brutal, et révoltant ne serait pas dans le « rationnel en soi ». De même Husserl, dans une présentation idéalisée, célèbre l'« opérativité » des schémas expérimentaux  et la modernité à travers l'expansion des réseaux techniques. Les progrès induits sont censés pallier les effets négatifs. La rationalité reste un bien absolu au sens où il n'y a rien au-dessus d'elle. Si Husserl reconnaît la puissance du rationnel, c'est pour mieux idéaliser la « Raison », son efficacité est à elle seule le gage de sa valeur intrinsèque et des bienfaits dont elle est porteuse. Autrement dit, « le devoir-être du rationnel sert à occulter son être ».
Enfin si l'on s'en réfère à Max Weber, écrit Dominique Janicaud, ce n'est pas la multiplication des moyens techniques (manifestation concrète de la puissance) qui importe, mais la mutation philosophique à quoi correspond la « rationalisation » dont l'envers est le désenchantement du monde ».  L'auteur constate qu'il n'y a aucune signification supérieure à rechercher à cet immense processus, qui par nature est aveugle.

### Source heideggérienne
L'auteur, tout en reconnaissant sa dette envers les analyses de Martin Heidegger sur la Raison et la « Technique », n'en souligne pas moins des différences avec sa propre position. S'il récuse l'accusation d'irrationalisme, couramment accolée au penseur de Fribourg, c'est pour mieux souligner leur hostilité commune à la confusion courante de la rationalité avec la logique, ou de celle-ci avec la pensée tout court,. Heidegger n'a jamais considéré la distinction « rationnel-irrationnel » comme cruciale et s'est toujours attaché à dénoncer une rationalité trop « rassurante » à ses yeux, car capable d'accueillir et d'en justifier les pires conséquences. Chez les deux auteurs, il y a cette commune vision d'une « rationalité » équivoque, débouchant sur l'exploitation technicienne de la terre et se présentant comme « destin » de l'Occident. Cependant, là où Heidegger ne retient de la rationalité, que la manipulation dominatrice, jusqu'à espérer l'aurore d'une autre pensée, Dominique Janicaud entend préserver, y compris dans l'exercice quotidien de la rationalité, la possibilité d'un monde autre, à travers ce qu'il dénomme la pensée du « partage ».

### Conclusion en forme d'interrogation
« Le déploiement du  rationnel  accroît le possible, mais aussi la puissance. Le développement stratégique d'un certain type de rationalité n'accroît quasiment que la Puissance ». Le culte du rationalisme lui fait oublier une vérité d'expérience : à trop raisonner on tombe dans l'absurde. Une fois franchi un certain degré (les totalisations abusives par exemple), la rationalité se renverse en son contraire. La faiblesse du rationalisme semble inscrite dans les structures de la rationalité d'autant plus que « la rationalité comme telle n'offre aucune autre limite, aucune garantie qu'elle-même », car il n'existe pas d'instance susceptible d'imposer des bornes à la rationalité triomphante.
Cependant, comme le remarque l'auteur, ce n'est qu'au tournant du XVIIe siècle que le Rationnel a basculé vers l'« objectif » ; pour Kant encore la « rationalité pure » ne conduit pas à la certitude. Kant ébranle la thèse cartésienne et moderne de la convergence entre la vérité comme certitude  et le projet de comprendre le monde. Comme pour Kant, il y a pour nous, dans l'approche du beau, du sublime, de la morale et de la vie  la possibilité d'échapper au monde de l'organisation et aux lois du marché.

## Le déploiement de la Puissance
Il n'y a pas, empiriquement, de Puissance constatable en soi. Il semble qu'elle ne puisse être saisie qu'à travers ses effets. Dominique Janicaud fait état de trois auteurs parmi ses contemporains ayant évoqué la Puissance d'une manière digne d'attention :  Jean Ladrière, Michel Serres et Jacques Ellul . La question qui domine leur travaux est celle du degré d'autonomisation des phénomènes de la techno-science, conçu soit comme un domaine spécifique, une alliance raisonnée de la théorie et de la technique ou une superstructure devenant Système.

### Le lieu d'apparition de la puissance
En affirmant le lien entre l'éthique protestante et le capitalisme, Max Weber est le premier à émettre une hypothèse sur l'origine de la « rationalisation »  dans les mentalités et les institutions, les conceptions scientifiques et les dispositions techniques. Cette « rationalisation » à l'œuvre se présente avec le double caractère, de « processus » et d'« inéluctabilité », si bien que pour Max Weber, la rationalité est devenue notre destinée. Les vues pessimistes de Weber, qui anticipent le renversement de la « rationalité en irrationalité », préservent les chances d'une possible liberté humaine.
La Puissance, quant à elle, apparaît en même temps que ce processus de rationalisation : « la puissance est une présomption phénoménologique dont la mise à l'épreuve se fera dans l'empirie ». La Puissance et la Domination, même s'il y a connivence entre les idéologies de la domination et le techno-scientisme (comme dans le Marxisme) ne doivent pas être confondues.

### La potentialisation de la Puissance
La majuscule de Puissance ne doit pas faire croire à une entité métaphysique. D'un point de vue formel, il y aura Puissance là où il y a un potentiel de démonstration et d'explication, d'origine rationnelle ou expérimentale. Toutefois, dans le monde technique, la puissance est systématiquement articulée en fonction de ses effets réalisés ou possibles,. La potentialisation de la puissance n'est donc pas pensable en soi hors de ses effets. 
Ce que Dominique Janicaud expose sous forme de thèse « c'est qu'il y a un lien entre l'accroissement du donné scientifique et les « explosions » de puissance dont témoigne l'histoire, lien postulé dès la science grecque, ayant franchi un seuil considérable à l'aube des temps modernes avec la révolution de la raison ». Dans un premier temps la science se potentialise en assurant sa propre mise en mémoire (exemple du corpus  géométrique euclidien), qui n'est pas seulement théorique mais qui intensifie le champ du possible de la rationalité occidentale, malgré la distance considérable de son effectuation dans le temps. L'épistémé (le calcul différentiel, la physique galiléenne et newtonienne) joue son rôle mais elle n'est pas seule, il s'y ajoute la « méthode ».
À noter, que dans la deuxième partie du XIXe siècle s'est généralisée la mesure de la puissance par la quantité de travail fournie dans une unité de temps. D'autres mesures physiques vont suivre tout au long du siècle.

## Les phases du déploiement de la Puissance
Une fois mis au jour, ce principe de « potentialisation de puissance », devient manifeste (s'actualise), à de multiples reprises et sous de multiples formes tout au long de l'histoire, jusqu'à son institutionnalisation moderne comme politique de  « Recherche et Développement ». On n'a pas manqué de comparer ce processus à celui de la capitalisation qui voit s'accroître la masse d'argent. Mais ce processus là est beaucoup plus complexe car il enveloppe de multiples phénomènes hétérogènes. Ainsi « du possible se virtualise, s'accomplit, engendre d'autres possibles ; la découverte du feu, le point d'Euclide, le théorème, la mise au point de la machine à vapeur, la découverte de l'atome ». Tous ces événements, qui ouvrent le champ du possible, et se réalisent soit comme mise en réserve de puissance soit comme des effectuations de puissance, sont regroupés par l'auteur en quatre modes ou phases.

### Phase I
Appartiennent à la phase I, des types de potentialisation qui ne concernent pas spécialement l'homme préhistorique mais peuvent aussi se constater actuellement. Ainsi du « tour de main », ou du « savoir faire » comme capacité humaine qui apparaît dans des contextes ethnologiques ou historiques très différents. À toute époque y compris la plus ancienne, « la rationalité s'exprime aussi dans l'intelligence rusée » comme chez Ulysse. Toujours important même dans des processus hautement scientifiques, l'aspect technique voire purement manuel existe (simples soudures dans la tuyauterie des centrales nucléaires). On parlera dans cette phase I « d'inventivité non théorique », si bien qu'un historien des techniques a pu affirmer : « les innovations sont le résultat de l'habile mise en œuvre de « tours de main » ingénieux ». Bien entendu leur inclusion dans des processus infiniment plus vastes peuvent de nos jours les faire apparaître, à tort, comme mineures.

### Phase II
Seront classés en phase II, tous les événements qui accroissent le capital du savoir mais qui n'ont pas d'effet immédiat. Il s'agit du déploiement de la « rationalité pure », mathématique, logique, philosophique dont les effets de puissance s'inscriront dans un terme peut être très éloigné. L'auteur prend pour exemple l'invention du « regard géométrique » que l'on doit aux anciens grecs Thalès et surtout Euclide à l'origine de la « mathésis » sans laquelle  il n'y eut pas eu de révolution scientifique. Ainsi de la définition du point par Euclide, conçue comme la toute première étape d'une exposition rationnelle qui restera le modèle de l'ordre synthétique : « Acte apparemment négligeable qui se développe très vite en une suite monumentale d' Éléments  ouvrant la possibilité inouïe de « potentialiser » a priori l'étant en définissant une « réalité »  idéale ».
Avec Euclide il ne s'agit pas d'une théorie sans application, l'opératoire est là sous les yeux avec l'ouverture d'un nouvel espace mathématique enrichi au cours des siècles, d'innombrables reprises, jusqu'aux géométries non euclidiennes.  Tous les grands savants modernes, de Galilée à Newton, commencent par Euclide et les géomètres grecs. Cette expérience démontre que toute avancée théorique, surtout dans le domaine mathématique, crée du possible. Les mathématiques constituent le plus formidable instrument conceptuel dont l'homme puisse jamais disposer.

### Phase III

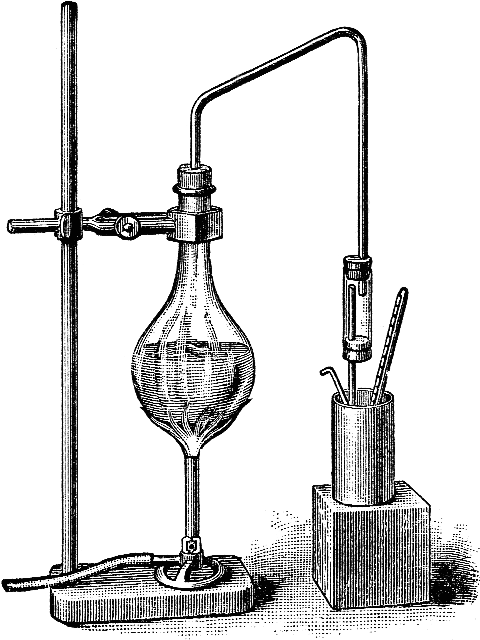
L'observation scientifique passe par des instruments, ici des alambics pour la chimie.

À la base de cette phase il y a la « Méthode » qui intervient comme opératrice de puissance et dont les grands initiateurs sont Bacon, Galilée, et Descartes. Bacon serait l'inventeur de la « méthode expérimentale », il « procède à une inversion de l'induction précipitée, pratiquée jusqu'ici, au profit d'une abstraction et d'une confirmation progressive des axiomes ».
Galilée, mathématise la nature par l'entremise d'une nouvelle pensée du « Mouvement ». Avec lui on assiste à l'effondrement de l'ancienne cosmologie et de la physique d'Aristote. La génération de la « parabole » s'appuie sur « le potentiel opératoire euclidien » dont il exploite tardivement le possible laissé jusqu'ici en jachère. Il s'avère que la trajectoire décrite par un mobile pesant n'est autre qu'une demi-parabole. Galilée n'expérimente pas anarchiquement, mais après avoir rigoureusement défini un espace mathématique et apodictique. Non seulement les potentialités géométriques euclidiennes sont rendues opératoires, mais elles accroissent considérablement l'effet de puissance puisque la connaissance d'un seul effet permet de s'assurer d'autres effets, sans qu'il soit besoin de recourir à l'expérience. Edmund Husserl insistera sur cette puissance seconde, instaurée par cette nouvelle potentialisation mathématique. 
La technique suit plus ou moins bien, plus ou moins vite, mais « l'événement est là : la connaissance mathématique couvre désormais toute une série de phénomènes d'un certain type, dont la maîtrise est définitivement capitalisée ». Le Temps absent du schématisme euclidien va intervenir constamment. 
La lecture mathématique de la nature et notre modernité n'auraient pas été possibles sans une révolution philosophique dans  la conception de cette nature, elle-même précédée d'une révolution dans la Raison, dont l'exposé reviendra à René Descartes, dans ses Regulae. Dominique Janicaud résume ainsi :  « La rationalité de cette phase III est caractérisée par l'accroissement méthodique du savoir scientifique et son apport au progrès des techniques ».« Ce n'est que depuis trois ou quatre siècles que la technique et la science sont dans une dépendance réciproque », note le Grand Dictionnaire.
La conscience de la « puissance du rationnel » se manifeste, dans l'émergence, chez Martin Heidegger, du thème de l'« arraisonnement » qui décrit une nature devenue réserve réquisitionnable à volonté  tenue de se soumettre à la raison.  

### Phase IV

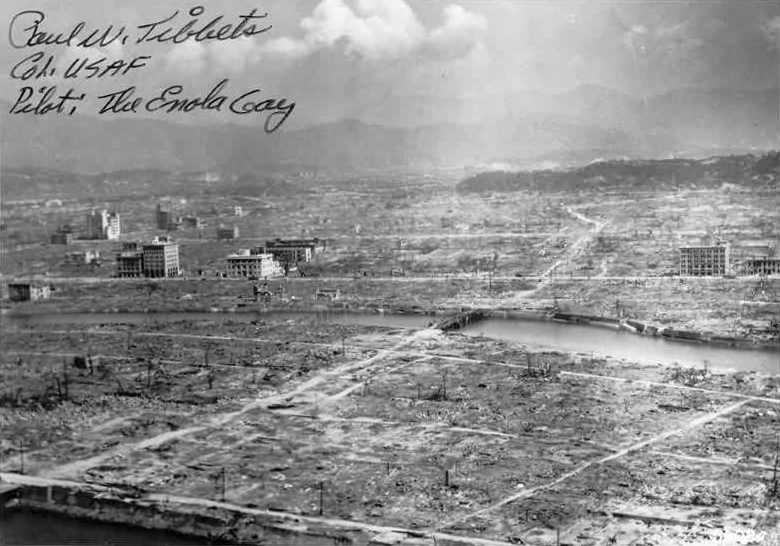
Hiroshima, après l'explosion nucléaire.

C'est dans ce mode dernier que la Technoscience est apparue, à la sortie de la deuxième guerre et depuis Hiroshima, comme un vaste complexe en expansion, massif, organisé et potentiellement dangereux pour la survie de l'humanité. Des plans d'exécution  extrêmement sophistiqués de différents programmes (cf exemple du Projet Manhattan) y côtoient l'extrême irrationalité des choix fondamentaux. Le rationalisme philosophique ne peut que constater, d'accord avec le sens commun, qu'il ne reste plus pour nous préserver de la catastrophe que la rationalité minimale de l'équilibre de la terreur ou la théorie des jeux.
Dans cette phase « la Recherche est devenue un véritable système d'optimisation de la science, de programmation de son travail, de ses résultats et des impacts techniques », la science « pure » appartient au passé. Dominique Janicaud souligne l'insuffisance des moyens conceptuels qui sont mis en œuvre pour saisir ce phénomène, qui vont de la dénonciation de l'instrumentalisation de la raison à l'appel aux sciences humaines pour tenter de corriger les dégâts et les nuisances du développement. Pendant ce temps « l'accroissement du Potentiel se poursuit, défiant l'entendement et affolant la boussole de l'intelligence ».
L'auteur distingue trois paliers dans la mise au pas de la rationalité scientifique : le « Complexe militaro-industriel », nourri d'allocations budgétaires considérables ; le raccourcissement extraordinaire des délais d'application des découvertes ; et enfin la modélisation serrée des processus de découverte éliminant les temps morts et les curiosités anarchiques. La Recherche n'est plus une quête libre, alors qu'une nouvelle science en voie de constitution, la Recherche et développement ou RD, prétend savoir mieux qu'elle ce qu'elle doit chercher et comment elle doit le faire. 

Le concept de Recherche s'impose d'une manière irréversible  car il est lié à la rationalité particulière de la phase IV  centrée sur l'optimisation du potentiel. Un autre trait caractéristique de cette phase, c'est qu'elle se propose d'explorer tout le possible et qu'aucune région du réel ne doit lui échapper. Le possible étant infini, la RD limitera concrètement ses ambitions au possible exploitable, et dans les faits, le militaire mis à part, au « Développement ». La Recherche est dès lors le nouveau nom de la science, une science qui ne doit se percevoir que comme potentiel de Puissance. 

« Tout ce qui est effectivement possible est effectivement réalisé, quitte à chercher plus tard l'usage qu'on peut en faire (Robin Clarke La Course à la mort 1972). »

L'auteur s'interdit pourtant de voir un destin dans cette évolution.